# Orchestre de chambre de Moscou
L'Orchestre de chambre de Moscou est un ensemble qui fonctionne sous les auspices de l'Orchestre philharmonique de Moscou, une entreprise gérée par l'État, anciennement sous le patronage du ministère de la Culture (Union soviétique) et maintenant, sous celui du ministère de la Culture de la fédération de Russie.

## Histoire
Roudolf Barchaï, un membre fondateur du Quatuor Borodine, a quitté le quatuor pour poursuivre une carrière de chef d'orchestre. Il a réuni de jeunes et talentueux musiciens et le premier orchestre de chambre dans l'ex-URSS a donné son concert inaugural dans la petite salle du Conservatoire de Moscou le 2 avril 1956. L'Orchestre de chambre de Moscou (OCM) est devenu l'ensemble de musique classique qui a le plus voyagé dans l'ancienne Union soviétique et a fait le tour du monde de l'Europe de l'Est au Canada et aux États-Unis et du Japon à l'Amérique du Sud.
L'OCM interprète de la musique du XVIIIe siècle avec des compositeurs tels que Mozart et Haydn, et de la musique contemporaine. L'enregistrement des symphonies de Mozart fut le premier à respecter toutes les reprises indiquées.
Beaucoup de musiciens célèbres ont joué et enregistré avec l'Orchestre : Yehudi Menuhin, Sviatoslav Richter, David Oïstrakh, Emil Gilels, Leonid Kogan, Malcolm Frager, pour n'en nommer que quelques-uns. À la suite de l'émigration de Barchaï à l'Ouest en 1977, Igor Semyonovich Bezrodny (en russe : Игорь Семёнович Безродный) a été nommé nouveau chef d'orchestre et directeur artistique de l'Orchestre. Il a dirigé l'Orchestre jusqu'en 1981. Pendant les 10 années suivantes, l'Orchestre de chambre de Moscou a été dirigé par Viktor Tretiakov, puis Andrei Korsakov.
Constantin Orbelian a été nommé chef en 1991; il a été remplacé par Alexei Utkin (en russe : Алексей Уткин), en 2010.
Une bonne partie des œuvres ont été enregistrées sous le label Summit Records.

## Liste des chefs
- 1955—1977 — Roudolf Barchaï
- 1977—1981 — Igor Bezrodny
- 1986—1991 — Viktor Tretiakov
- 1991 — Andrei Korsakov
- 1991—2010 — Constantine Orbelian (en)
- 2010 — Alexei Utkin

## Créations
Beaucoup de compositeurs ont écrit des œuvres pour l'Orchestre de chambre de Moscou, comme Dmitri Chostakovitch, Alfred Schnittke, Revol Bounine, Boris Tchaïkovski et bien d'autres. L'Orchestre de chambre de Moscou a créé des œuvres contemporaines, comme la Symphonie n ° 14 de Dmitri Chostakovitch, à Leningrad, le 29 septembre 1969. Edison Denisov a écrit des Variations sur un thème de Haydn en 1982. Mieczysław Weinberg a composé pour l'orchestre les symphonies nº 7 (1964) et 10 (1968).